# Indudablemente
Indudablemente es el noveno álbum de estudio y el décimo en general de la banda argentina Rescate. publicado por la compañía discográfica CanZion.
El álbum se caracteriza por el clásico estilo musical de la banda, entre pop, pop rock y balada romántica. De este álbum, se desprenden tres sencillos: «Indudablemente», «Tienes razón» y «El veneno». Esta última fue usada como parte de la banda sonora de la película El otro.

## Lista de canciones
| N.º | Título              | Escritor(es)                                                                             | Duración |  |
| 1.  | «Y además»          | Ulises Eyherabide, Sergio Ramos, Marcelo Barrera, Marcelo Tega                           | 3:59     |  |
| 2.  | «El veneno»         | Ulises Eyherabide, Marcelo Tega, Alejandro Vázquez, Andrés Dussel                        | 3:41     |  |
| 3.  | «Porque estás aquí» | Ulises Eyherabide, Alejandro Vázquez, Andrés Dussel                                      | 3:45     |  |
| 4.  | «Tiene razón»       | Ulises Eyherabide, Sergio Ramos, Marcelo Barrera, Marcelo Tega                           | 3:19     |  |
| 5.  | «Hello!»            | Ulises Eyherabide, Alejandro Vázquez, Andrés Dussel                                      | 2:57     |  |
| 6.  | «¡Ay! ¡Ay! ¡Ay!»    | Ulises Eyherabide, Sergio Ramos, Marcelo Barrera, Marcelo Tega, Alejandro Vázquez        | 3:31     |  |
| 7.  | «Indudablemente»    | Ulises Eyherabide, Andrés Dussel, Sergio Ramos, Marcelo Barrera, Marcelo Tega            | 3:51     |  |
| 8.  | «Yo no abandono»    | Ulises Eyherabide, Sergio Ramos, Marcelo Barrera, Marcelo Tega                           | 3:48     |  |
| 9.  | «La otra orilla»    | Ulises Eyherabide, Alejandro Vázquez, Andrés Drussel, Marcelo Nuñez                      | 3:29     |  |
| 10. | «Un poco locos»     | Ulises Eyherabide, Sergio Ramos, Marcelo Barrera, Marcelo Tega                           | 4:36     |  |
| 11. | «El sueño»          | Ulises Eyherabide, Marcelo Corvalán, Andrés Dussel, Alejandro Vázquez, Carlos Annacondia | 3:59     |  |